# Мерщій Людмила Іванівна
Мерщій Людмила Іванівна — радянська і українська актриса театру і кіно.

## Життєпис
Народилась в лютому 1941 р. Закінчила Київський державний інститут театрального мистецтва ім. І. Карпенка-Карого.
Працювала в Одеському російському драматичному театрі ім. А. Іванова.
Знялась у фільмах: «Прапори на баштах» (1958, епіз.), «Їм було дев'ятнадцять...» (1959, Ольга Сєрова), «Це було навесні» (1959, Люся), «Новели Красного дому» (1964, Дуся), «Повернення Вероніки» (1964, Настя), «Молодожон» (1964, епіз.).